# Rob Paparozzi
Rob Paparozzi (Nueva Jersey, EE. UU., 14 de octubre de 1952) es un armonicista y cantante de blues, que ha trabajado también con artistas de rock y pop.
Desde 1967 en que comienza su carrera, Paparozzi ha tocado y grabado con artistas como B.B.King, Dr. John, Bruce Springsteen, Whitney Houston, Carole King, Roberta Flack, Culture Club, Cyndi Lauper, Randy Newman, Jimmy McGriff, James Galway... Entre 2000 y 2007, forma parte de la banda Blues Brothers, dirigida en esta época por Steve Cropper, compartiendo la voz solista con Eddie Floyd. En 2007 deja la banda para dedicarse preferentemente a Blood, Sweat & Tears.
En 2005 se había incorporado al grupo de jazz rock Blood, Sweat & Tears, en sustitución del cantante anterior de la banda, David Clayton-Thomas, permaneciendo con ellos hasta 2014. En algunos periodos (2006, 2009) ha compartido el papel de cantante de la banda con Chuck Negron, anteriormente vocalista del grupo Three Dog Night. También simultanea sus trabajos con otros artistas con su propia banda, The Hudson River Rats, habiendo publicado en 2008 su disco de debut, Etruscan soul.